# Innocenzio Alberti
Innocenzio Alberti (Treviso, 1535 – Ferrara, 15 juni 1615) was een Italiaans componist, in dienst van de hertog van Ferrara. Hij componeerde voornamelijk vocaal werk, gebundeld in 7 bundels madrigalen voor 5 stemmen.